# الرسالة الكاملية في السيرة النبوية
الرسالة الكاملية («اللاهوت الذاتي»)، التي كانت بعنوان الرسالة الكاملية في السيرة النبوية، والمعروف أيضاً باسم «رسالة فاضل بن ناطق» (كتاب فاضل بن ناطق)، كانت أول رواية فلسفية،كتبها ابن النفيس. وهي من الروايات العربية الأولى، ويمكن اعتبارها مثالاً مبكراً لرواية الخيال العلمي، ومثالاً لقصة من العمر المبكر والجزيرة الصحراوية.كتبت هذه الرواية ما بين عامي 1268 و1277 م.حيث كان جزء منها استجابة للرواية الفلسفية حي بن يقظان للكاتب الأندلسي ابن طفيل.

## أحداث الرواية
بطل القصة هو كامل، وهو طفل متوحش مراهق تعلم ذاتياً، وتولد تلقائياً في كهف وعاش في عزلة في جزيرة مهجورة. وفي نهاية المطاف يقوم بالاتصال بالعالم الخارجي بعد وصول المنبوذين الذين تقطعت بهم السبل إلى الجزيرة،والتي أعادته إلى العالم المتحضر معهم. تتطور الأحداث تدريجياً إلى قصة من العمر المبكر ثم يدمج عناصر الخيال العلمي عندما تصل ذروتها إلى كارثة نهاية العالم «القيامة».

## المواضيع
يستخدم ابن النفيس الأحداث للتعبير عن العديد من المواضيع الدينية والفلسفية والعلمية الخاصة به على مجموعة واسعة من المواضيع، بما في ذلك علم الأحياء وعلم الكون والتجريبية (فلسفة)و علم المعرفيات والتجربة وعلم المستقبل والجيولوجيا والفلسفة الطبيعية، فلسفة التاريخ وعلم الاجتماع، وفلسفة الدين، والغائية، وعلم النفس.
حيث كان ابن النفيس رائداً في الرواية الفلسفية في وقت مبكر. ومن خلال قصة كامل، حاول أن يثبت أن العقل البشري قادر على الإستدلال على الحقائق الطبيعية والفلسفية والدينية للكون من خلال المنطق والتفكير المنطقي. وتشمل «الحقائق» المقدمة في القصة الوجود الضروري لله، وحياة وتعاليم أنبياء الإسلام، وتحليل الماضي والحاضر والمستقبل، بما في ذلك أصول الجنس البشري والتنبؤ العام بالمستقبل على أساس من التاريخ والحتمية التاريخية. الفصلين الأخيرين من القصة يشبه مؤامرة الخيال العلمي، حيث نهاية العالم «يوم القيامة»، والقيامة والآخرة والتوقعات واستخدام معرفته التجريبية الخاصة لعلم الاحياء، علم الفلك، علم الكونيات والجيولوجيا. كان أحد الأغراض الرئيسية وراء التعليم الذاتي الإسلامي هو شرح التعاليم الدينية من العلم والفلسفة من خلال استخدام رواية خيالية، كانت هذه محاولة للتوفيق بين العقل والوحي وما بينهما.
ووصف ابن النفيس الكتاب بأنه دفاع عن «نظام الإسلام ومذاهب المسلمين في بعثات الأنبياء، والقوانين الدينية، وإحياء الجسم، وزوال العالم».و يقدم حججاً عقلانية لإحياء الجسد والبعث بعد الموت، وذلك باستخدام كل من الاستدلال التوضيحي والمواد من الحديث لإثبات قضيته.
وتتضمن الرواية أيضاً إشارات إلى وظائفه الفسيولوجية الجديدة ونظرياته في الدورة الدموية الصغرى،
وفي وقت لاحق، اعتبر العلماء المسلمون هذا العمل رداً على ادعاء ابن سيناالميتافيزيقي بأن القيامة الجسدية لا يمكن إثباتها من خلال العقل، وهو رأي سبق أن انتقده الغزالي.

## أجزاء الطب الحيوي
الرسالة الكاملية تحتوي على بعض المقاطع التي لها أهمية في الطب، وخصوصاً الفسيولوجيا وعلم الأحياء، مثل البيان التالي:
«كل من الجسم وأجزاءه في حالة مستمرة من الانحلال والبناء، لذلك هي حتما تمر بتغيير دائم».
ويعتبر هذا مثالاً أولياً لمفهوم الأيض، الذي يشمل الهدم، حيث يتم تقسيم المادة الحية إلى مواد بسيطة، وبالأيض، يتراكم الطعام ويتم بناء المادة الحية.
وينتقد الكتاب أيضا فكرة استخدام النبيذ كعلاج ذاتي، وهي فكرة عمل بها الأطباء اليونانيون القدامى، فضلاً عن بعض الأطباء المسلمين غير التقليديين في عصره، على الرغم من الحظر الإسلامي على الكحول. تقول الرواية أيضاً أن استهلاك الكحول، جنبا إلى جنب مع انتشار المثلية بين أقلية صغيرة من المسلمين في ذلك الوقت، كانت السبب في الغزو المغولي في الأراضي الإسلامية كعقاب إلهي.
تحتوي الرواية أيضا على إشارة إلى الدورة الدموية الرئوية التي وصفها ابن النفيس سابقاً في شرحه عن التشريح في كانون ابن سينا، الذي وصفه بإيجاز شخصية كامل عندما لاحظ القلب:
«البطين الأيمن مملوء بالدم والبطين الأيسر مملوء بالروح».
وهناك مقطع آخر يشير إلى نظرية ابن النفيس للنبض:
"امتلأ البطين الأيسر بالروح، وهذه عقود البطين، يليها انتقال
هذه الروح في الشرايين إلى الأعضاء. ثم تتوسع، وتعود الروح إليها".
ويستخدم ابن النفيس نظمه الجديدة لعلم التشريح والفسيولوجيا التي وضعها في أعماله السابقة من أجل الدفاع عن آراءه بشأن القيامة الجسدية في الاحياء الذاتي. وربما كان هذا أحد الأسباب التي دفعته في البداية إلى اكتشاف الدورة الدموية الصغرى.